# 卡德爾冰川
66°25′S 65°32′W / 66.417°S 65.533°W
卡德爾冰川（英語：Cardell Glacier）是南極洲的冰川，位於葛拉漢地的盧貝海岸，流經尚蒂角和潘瑟崖，最終注入達貝爾灣，現時由南極條約體系管理。